# Chekonidhara
Chekonidhara is een census town in het district Jorhat van de Indiase staat Assam. 

## Demografie
Volgens de Indiase volkstelling van 2001 wonen er 7315 mensen in Chekonidhara, waarvan 50% mannelijk en 50% vrouwelijk is. De plaats heeft een alfabetiseringsgraad van 85%. 